# Стас Намін
Стас Намін (насправді Анастас Олексійович Мікоян; нар. 8 листопада 1951, Москва, РРФСР, СРСР) — один із засновників російської радянської рок-музики; творець і лідер групи «Цветы»; автор багатьох популярних пісень («Летний вечер», «Ностальгия по настоящему», «Мы желаем счастья вам» та ін.). Організатор продюсерського центру SNC; організатор поп- і рок-фестивалів, в тому числі Фестивалю миру в Лужниках у 1989 році; фестивалі «Единый мир», «Рок из Кремля» та ін.; засновник приватних антреприз (фірми грамзапису, радіостанції, телекомпанії, концертного агентства, студії дизайну та ін.), які розбили державну монополію й поклали початок російському шоу-бізнесу; творець недержавного симфонічного оркестру, театру мюзиклів та ін.
Онук радянського державного та політичного діяча Анастаса Івановича Мікояна
Фігурант бази «Миротворець» у зв'язку з порушенням державного кордону України та відвідуванням окупованого Криму у 2017—2018 роках.
У 2000-х Намін займається переважно особистою творчістю.
Як театральний режисер і продюсер Намін працює над постановкою спектаклів у створеному ним в 1999 році театрі, першими з яких стали легендарний американський мюзикл «Волосся» та рок-опера «Ісус Христос — суперзірка», які не сходять зі сцени вже 18 років. Одна з останніх вистав Театру Стаса Наміна — реконструкція авангардної опери 1913 року «Перемога над Сонцем» — у 2015 році була представлена на трьох знакових міжнародних майданчиках, отримавши високу оцінку критиків і мистецтвознавців: найбільшої виставки сучасного мистецтва Арт-Базель, Московської міжнародної бієнале сучасного мистецтва та щорічної Паризької виставки-ярмарку FIAC.
З групою «Цветы» він записав на Abbey Road та випустив два нових аудіоальбоми: «Назад в СССР» і «Распахни окно в свободу», та три концертних DVD: «Цветы. 40 лет», «Homo Sapiens» («Человек разумный») і «Flower Power» («Власть цветов»). Про війну в Україні написав пісню «Пир во время чумы».
Було випущено концертну версію відомої сюїти «Осень в Петербурге», а в 2016 році в Німеччині створено та записано її фортепіанну версію. Також написана Наміним нова симфонія «Centuria S — Quark» була записана Лондонським симфонічним оркестром у 2016 році. У 2017 році її було виконано у Великій залі Московської консерваторії Російським національним оркестром в авторській редакції диригента — народного артиста Росії Михайла Плєтньова.
Намін записав подвійний авторський альбом етнічної музики «One World Music Freedom» за участю музикантів з Індії, Вірменії, Ізраїлю, Палестини, Великої Британії, Африки та ін.
Як сітарист він дав концерт у Вріндавані (Індія) та записав потрійний альбом «Медитация».
Як режисер та продюсер кіно Намін створив серію документальних кінострічок: фільм-інтерв'ю з Ернстом Неізвєстним, «Волшебная Индия», «Древние храмы Армении» за участю Католікоса Гарегіна II, спільні російсько-американські фільми «Реальная Куба» та «Free to Rock» — в ньому Намін виступив як співавтор та співпродюсер. Фільм був представлений до перегляду у Капітолії (Вашингтон), Музеї Залу слави рок-н-ролу (Сіетл) та Музеї Греммі (Лос-Анжелес). Світова телепрем'єра відбулася на каналі PBS (США).
Державний Російський музей випустив його перший фотоальбом у 2001 році та нещодавно завершений 15-річний фотопроєкт про феномен народження людини «Магия Венеры».
Живописом і графікою Намін займається вже понад п'ятнадцять років. Його роботи виставлялися в різних галереях і музеях Росії. Останніми роками ним був створений цикл портретів «Откровенно», а також італійська серія та серія робіт, присвячених Вірменії та Єрусалиму. У 2014 році Намін став почесним членом Російської Академії мистецтв. А в 2016 році Академія представляє його персональну виставку «Откровенно» («Inside Out»), приурочену до 65-річчя митця.

## Ранні роки
Стас Намін народився 8 листопада 1951 року в Москві. Раннє дитинство провів з батьками в гарнізонах, оскільки батько був військовим льотчиком, учасником німецько-радянської війни. Мати — музикознавець та письменник, і тому в їхньому домі бували Дмитро Шостакович, Арам Хачатурян, Мстислав Ростропович, Альфред Шнітке та інші відомі музиканти. Першим учителем музики Стаса був композитор Арно Бабаджанян.
В шість років Намін пішов у школу, а через чотири роки вступив до Московського суворовського військового училища та отримав 7-річну військову освіту.

## 1960-ті

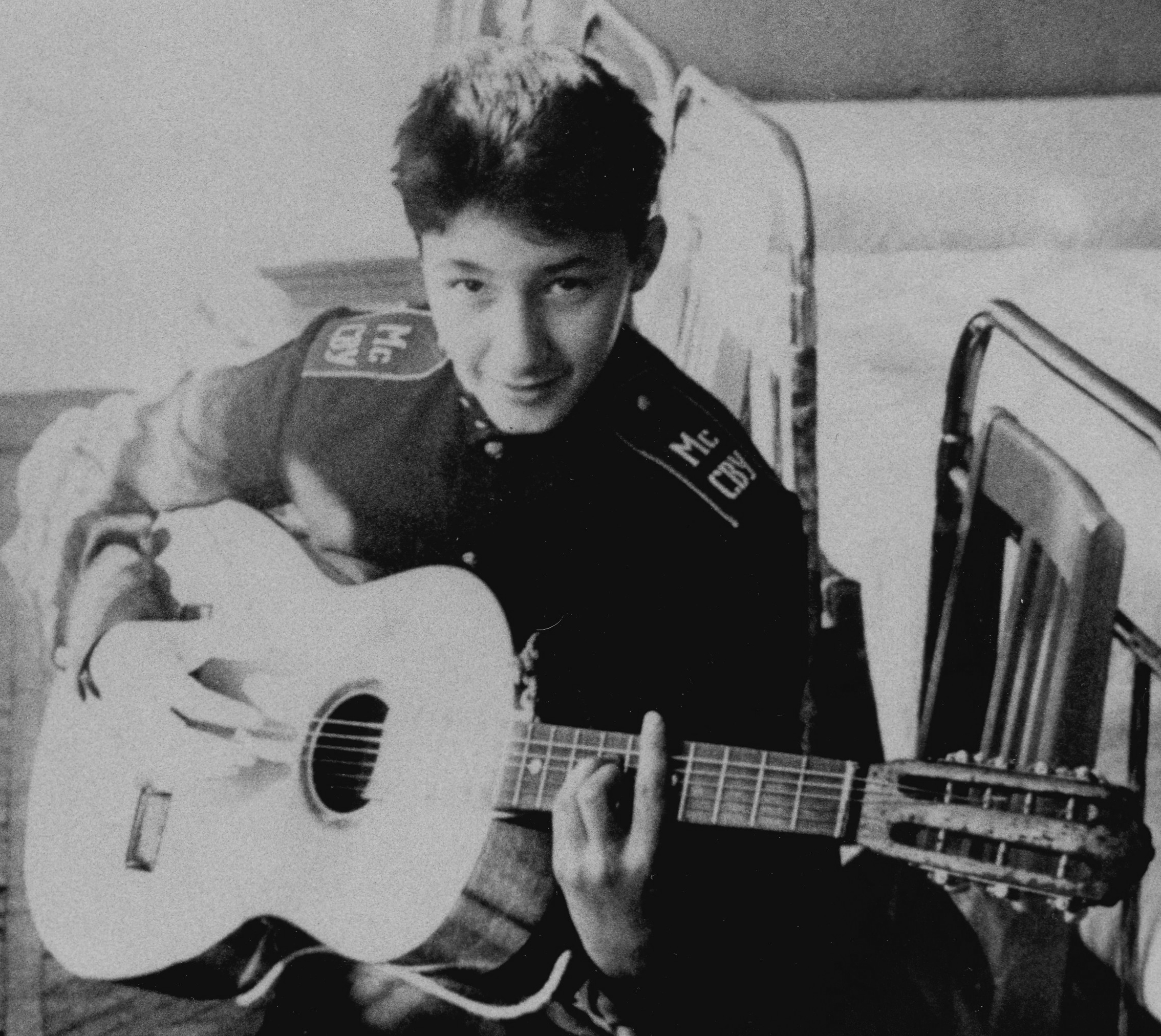
_{Стас Намін у Суворовському училищі, 1964 р.}

Навчаючись у Суворовському училищі, Намін вперше почув The Beatles і The Rolling Stones, та захопився рок-музикою.
- 1964 — у військовому училищі створює свою першу групу «Чародеи».
- 1967 — створює групу «Политбюро».
- 1969 — вступає до Московського Інституту Іноземних Мов і стає лідер-гітаристом групи «Блики». Його захоплює рух хіпі «Дети цветов», що бунтують проти існуючих в суспільстві порядків, і наприкінці 1969-го, під враженням від легендарного хіпі-рок-фестивалю «Вудсток», він створює свою нову групу «Цветы».

## 1970-ті

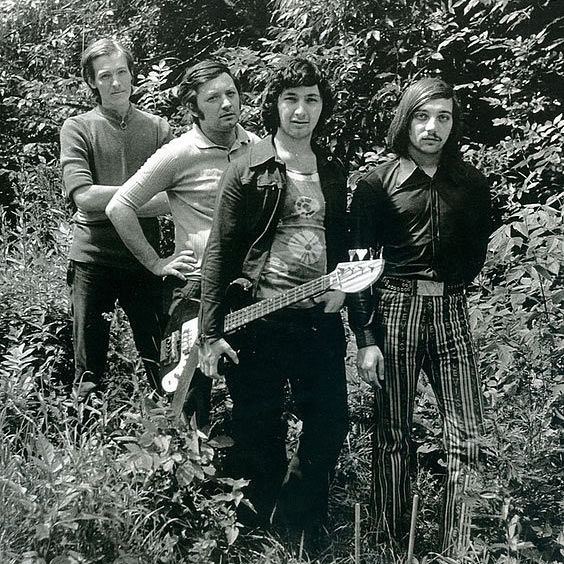
_{Група «Цветы» під час запису першої платівки, 1972 р.}

- 1973 — перший сингл «Цветов» як студентського ансамблю, випущений на фірмі «Мелодия», розходиться тиражем в сім мільйонів примірників.

- 1974 — виходить другий сингл «Цветов», таким же тиражем. Московська преса називає «Цветы» «радянськими Beatles», і Намін з групою починають професійну концертну діяльність.

- 1975 — Міністерство культури СРСР забороняє діяльність групи «Цветы» і навіть саму її назву як «пропаганду західної ідеології та ідей хіпі».

Вимушену перерву в роботі своєї групи Намін присвячує закінченню навчання в Московському державному університеті, куди він перевівся в 1972 році. В той самий час він багато спілкується з забороненими режимом поетами, письменниками та художниками — нонконформістами (дисидентами): Анатолієм Звєрєвим, Олегом Целковим, Анатолієм Брусиловським, Йосипом Кіблицьким, Оленою Басиловою, Венедиктом Єрофеєвим, Генріхом Сапгіром, Юзом Алєшковським та ін. Тоді ж, під впливом The Beatles і після візиту в Москву Бхактіведанти Свамі Прабхупади, захоплюється індійською музикою та ведичною культурою.
- 1976 — Намін знову збирає групу й «Цветы» відновлюють свою діяльність, але вже не під забороненою назвою, а як «Група Стаса Наміна».

## 1980-ті

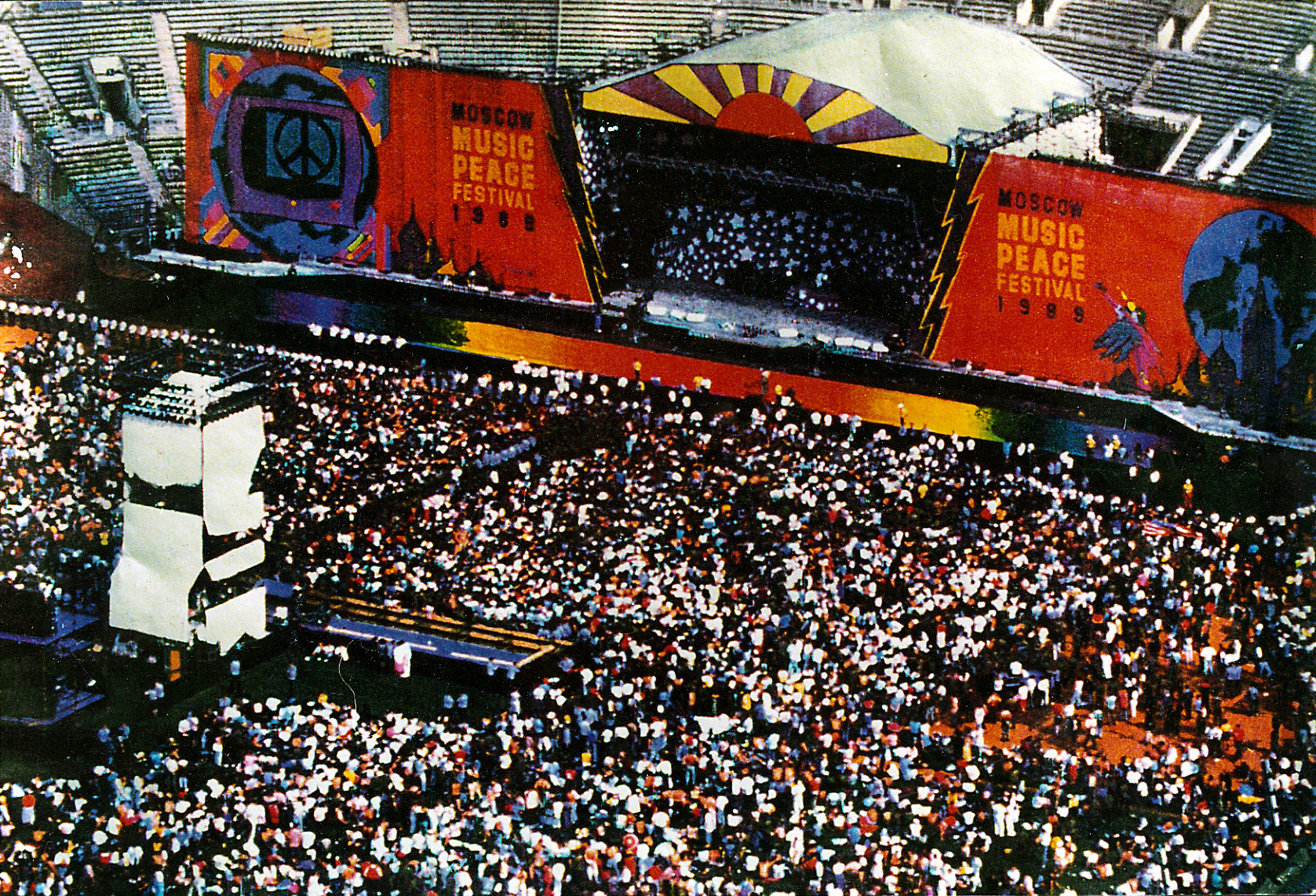
_{ Московський міжнародний рок-фестиваль (Москва, Лужники, СРСР), 1989 р.}

- 1980 — у зв'язку з проведенням Олімпіади в Москві відбувається «потепління» в ідеології режиму, і Групі Стаса Наміна вдається вперше за десять років випустити сольний альбом «Гимн Солнцу» й з'явитися на телебаченні.

- 1981 — Намін знайомиться та виступає в Москві з Гаррі Белафонте, й на його запрошення вступає до Всесвітньої асоціації «Люди мистецтва за мир». Пісню Наміна «Юрмала» співає вся країна.

Він організовує фестиваль рок-музики в Єревані, про який пишуть журнали Time (США) і Stern (ФРН), після чого КДБ позбавляє Наміна права роботи та відбирає у нього паспорт, а прокуратура переслідує групу, вишукуючи привід порушити кримінальну справу.
- 1982 — зіткнувшись із тиском режиму та забороною творчості, Намін пише пісні жорсткої соціальної та політичної спрямованості, які, звісно, забороняє цензура, й вони не публікуються в Радянському Союзі. Навіть пісня «Мы желаем счастья вам!» три роки була під забороною.

Цього ж року Намін знайомиться з композитором Георгієм Свиридовим і показує йому свою музику.
Через заборони, які зробили заняття рок-музикою неможливим, Намін вирішує змінити професію та вступає на Вищі курси сценаристів і режисерів. Його викладачами були професор Лев Гумільов, Паола Волкова, Анатолій Васильєв, Олександр Мітта та інші видатні особистості.
- 1983 — Стас Намін ставить курсову роботу, яку екзаменаційна комісія не приймає, звинувачуючи його у розповсюджені впливу західної ідеології.

Написано цикл нових пісень у співробітництві з поетами Євгеном Євтушенком, Андрієм Вознесенським, Давидом Самойловим, Миколою Рубцовим, Андрієм Бітовим та ін. Єдиний раз вдалося нелегально виконати ці композиції та зняти на місцевому телебаченні в Алма-Аті.
- 1984 — Намін закінчив Вищі курси сценаристів та режисерів при Держкіно СРСР, де як курсові роботи ставив свої перші сценічні спроби, які були не прийняті комісією з ідеологічних міркувань.

Як дипломну роботу знімає відеокліп на свою пісню «Старый Новый год» (вірші А. Вознесенського) з відверто політичним підтекстом. Роботу не приймають та диплом не видають. Кліп був заборонений в СРСР.
- 1985 — під час фестивалю молоді та студентів у Москві, в дім Наміна без дозволу КДБ приїжджають Мішель Легран, Мікіс Теодоракіс, Удо Лінденберг, Девід Вулкомб, Дін Рід та інші закордонні музиканти, з якими він без санкцій Міністерства культури створює спільні творчі проєкти та записує подвійний альбом «Мы желаем счастья вам», що стає забороненим в СРСР. Міністерство культури на окремо зібраній колегії офіційно звинувачує Наміна та його групу у підтримці політики Пентагону.

Андрій Вознесенський запрошує Наміна на дачу в Передєлкіно та знайомить з легендою американського біт-покоління — поетом Алленом Гінзбергом.
- 1986 — тільки з приходом до влади Михайла Горбачова та початком перебудови Групі Стаса Наміна вперше після піврічного скандалу вдається виїхати на Захід. За півтора місяця група здійснює тур 18 містами США та Канади. Там Намін знайомиться й разом зі світовими рок-зірками виступає в ООН (Нью-Йорк), Кеннеді-Центрі (Вашингтон).

У грудні, на запрошення Пітера Гебріела, Намін бере участь у фестивалі Japan Aid в Японії разом з Гебріелом, Літтл Стівеном, Лу Рідом, Джексоном Брауном та іншими зірками світової рок-культури. Потім група гастролює Європою, Африкою, Австралією, Південною та Північною Америкою, Японією. Таким чином, за чотири роки Група Стаса Наміна здійснює світове турне.
Під час перебування в Японії Намін з Гебріелом вирішують створити альтернативні музичні компанії. Гебріел створює Real World Records для підтримки етнічних музикантів світу, а Намін — центр SNC для підтримки заборонених радянським режимом музикантів, художників і поетів.
- 1987 — альтернативний культурний центр SNC, не маючи офіційного дозволу та документів, починає працювати в Парку Горького (Москва). Тут Намін збирає заборонених талановитих музикантів, прогресивних поетів, художників і дизайнерів. SNC стає єдиною в країні «фабрикою» нового вільного мистецтва, подібною до студії Енді Уорхола в Нью-Йорку, а Френк Заппа називає його «російським Баугаузом», що представляє нову вільну культуру. Гостями центру були Pink Floyd, U-2, Квінсі Джонс, Пітер Гебріел, Енні Леннокс, Брайан Мей, Рінго Старр, Роберт Де Ніро, Арнольд Шварценеггер і багато інших. На початку 1990-х, гурт Scorpions, натхненний вільним новаторським життям Центру в Парку Горького, пише свій хіт «Wind of Changes», а Намін на їхнє прохання пише для нього російський текст.

Тут же Намін створює свою нову групу «Парк Горького».
- 1988 — Френк Заппа приїжджає в Росію, щоб познайомитися з Наміним. Заппа знімає фільм про Центр Стаса Наміна.

На запрошення академіка РАН Євгенія Веліхова Намін стає членом Опікунської ради Міжнародного громадського фонду «За виживання і розвиток людства», організованого в 1987 році за спільної ініціативи радянських і американських вчених і діячів культури.
Під час гастролей в Нью-Йорку на запрошення Кіта Річардса, Намін бере участь у записі його сольного альбому «Talk is Cheap».
- 1989 — за ініціативою Наміна організовується радянська культурно-політична делегація на Аляску. З цього моменту відкривається регулярний авіарейс з Росії в Анкорідж. Стас Намін разом з Едді Мані (США) здійснює спільний тур Аляскою.

У серпні Намін організовує перший в СРСР міжнародний рок-фестиваль — Московський фестиваль миру на стадіоні Леніна (200 тисяч глядачів). Учасники: Bon Jovi, Motley Crue, Scorpions, Ozzy Osbourne, Skid Row, Cinderella і нова група Наміна — «Парк Горького». Західна преса називає фестиваль «російським Вудстоком», що ознаменував нову еру вільної Росії. Фестиваль транслювався на 59 країн світу.
У тому ж році Намін створює Московський симфонічний оркестр (МСО, диригент — Костянтин Кримець) й організовує серію концертів у Великому залі Московської консерваторії та в концертному залі ім. П. І. Чайковського (Москва).

## 1990-ті
- 1990 — Намін зупиняє діяльність групи «Цветы» і займається соціальними проєктами.

Навесні створює приватну незалежну фірму грамзапису «SNC Records», яка розбиває багаторічну монополію фірми «Мелодия» та швидко завойовує радянський ринок. SNC Records випускає записи молодих, раніше заборонених російських поп- і рок-музикантів, а також західних зірок за ліцензією компанії «Castle Communications» (Велика Британія), за що отримує нагороду Золотий диск.
Влітку Намін проводить перший міжнародний фестиваль «Единый мир» в Москві. І одночасно його групи беруть участь у фестивалі «SOS Racisme» в Парижі.
Концепція фестивалю «Единый мир» — об'єднання на одній сцені виконавців різних націй, рас і релігій. Глобальна мета фестивалю — подолання національної, соціальної та релігійної роз'єднаності жителів планети, пошук способів досягти реальної міжнародної єдності та братерства всіх людей.
Університет Vanderbilt (м. Нешвілл, США) засновує стипендію імені Стаса Наміна.
Створене Наміним агентство «Stanbet Sport» організовує підписання прямих контрактів радянських спортсменів — тенісиста Андрія Чеснокова і хокеїстів В'ячеслава Фетисова та Олексія Касатонова — із західними продюсерами, зруйнувавши тим самим монополію Держкомспорту.
Разом з боксером Віктором Агеєвим Стас Намін бере участь у створенні професійної федерації боксу в Росії.
- 1991 — проводить серію концертів симфонічної, камерної та оперної музики за участю Московського симфонічного оркестру у Великому залі Московської консерваторії та в концертному залі ім. П. І. Чайковського (Москва). Організовує спільний тур Московського симфонічного оркестру з Electric Light Orchestra Part II Великою Британією.

У серпні, під час путчу, повернувшись з Лондона після організованого ним концерту Симфонічного оркестру BBC і хору Полянського в Royal Albert Hall, Намін бере участь у захисті Будинку уряду Російської Федерації. Восени, на прохання свого друга художника Пітера Макса (США) і музиканта Боба Ділана, Намін починає переговори з радянським урядом про повернення бібліотеки Шнеєрсона любавічським хасидам.
Вперше в історії Росії Намін організовує єврейське свято Ханука в Кремлі та проводить турне країною.
Організовує виставку Пітера Макса в Російській академії мистецтв (Москва) і Державному Ермітажі (Санкт-Петербург). Пітер Макс у свою чергу представив сучасних російських художників в США.
Намін пропонує президенту Росії Єльцину, який щойно вступив в права, міжнародний проєкт світового туру мумії Леніна. Весь прибуток від проєкту пропонувалося віддати пенсіонерам, які вірили в Леніна та залишилися ні з чим. Інформація про цей проєкт була опублікована в найбільших виданнях світу, а Френк Заппа назвав його найдотепнішим за останній час.
- 1992 — навесні Намін організовує фестиваль «Рок из Кремля». Заборонені раніше рок-музиканти виступають на сцені Кремлівського Палацу, де раніше проводилися лише офіційні концерти та з'їзди комуністичної партії.

Влітку він організовує фестиваль повітряних куль на Красній площі та в Парку Горького.
В цьому ж році Намін на запрошення Симона Візенталя виступає спікером на тему «Толерантність і суспільство» на конференції ЮНЕСКО (Париж, Франція).
Намін створює видавництво «Stanbet Publishing» для випуску обмежених тиражів ексклюзивних видань. Серед них: каталог «Бізнес Росії» з вступним словом заступника голови Уряду Російської Федерації Єгора Гайдара; каталог «100 фільмів і 50 режисерів XX століття в Росії», а також альбоми з образотворчого мистецтва та фотографії, журнали та художня література.
- 1993 — влітку Намін організовує російсько-японське шоу «Hello Russia!» на Красній площі.

22 серпня, через два роки після путчу, SNC організовує концерт «Рок на баррикадах» перед Будинком уряду РФ на підтримку захисників демократії.
Здійснює поїздку університетами США з курсом лекцій з російської культури та відвідує Френка Заппу в Лос-Анжелесі за кілька місяців до його смерті.
Намін створює компанію «Stanbet Development» — спільне підприємство з Fuller Development, однією з найбільших в США компаній з розвитку нерухомості. Серед проєктів: розробка та створення архітектурного проєкту вежі «Россия» в районі Москва-Сіті, два багатоповерхових житлових будинки в центрі Москви та заміський клуб «Яблоневый сад» на Рубльовському шосе.
- 1994 — Намін створює повітряну кулю у вигляді жовтої субмарини. Ця куля бере участь у Всесвітньому фестивалі повітряних куль в Альбукерку (США) і потрапляє в енциклопедію найкращих куль світу.

- 1995 — у січні Стас Намін зустрічається з Джоном Кеннеді-молодшим, з яким вони були знайомі ще з кінця 1980-х, і вирішують випустити власні журнали, які виходять в тому ж році, — Стас — в Росії, а Джон — в США.

- 1996 — Центром Стаса Наміна організований тур більш ніж 20 найбільш популярних російських зірок театру і кіно, поп- і рок-музики палацами спорту 16 міст «За майбутнє вільної Росії».

У Центрі Стаса Наміна виступають Пол Янг і ZZ Top.
- 1997 — у червні Намін з Сергієм Соловйовим та Олександром Абдуловим організовує XX Московський міжнародний кінофестиваль. Запрошує для участі у фестивалі світових зірок: Джину Лоллобріджиду, Софі Лорен, Альберто Сорді, Орнеллу Муті, Бріджит Нільсен, Джеффрі Раша, Роберта Де Ніро.

Запрошує Мішеля Леграна і Чака Беррі та організовує їхні концерти в Москві.
В цьому ж році Стас Намін разом з Дмитром Муратовим створює «Новую газету», запросивши Михайла Горбачова стати її співзасновником.
Разом з Туром Хейердалом, Юрієм Сенкевичем організовує та здійснює навколосвітню подорож через острів Пасхи.
- 1998 — Намін створює дизайн і концепцію нового закладу — «Ритм-Блюз кафе». На відкритті в Москві виступали російські зірки рок і джазу, а також Ноель Реддінг (Jimi Hendrix Experience) і Ерік Белл (Thin Lizzy), які приїхали для участі в сольному альбомі Стаса Наміна. Ритм-Блюз кафе стало першим в Росії оригінальним музичним ресторанним брендом. Фасад будівлі було розписано портретами світових рок-зірок, деякі з них стали гостями ресторану та залишили на ньому свої автографи. Це — The Rolling Stones, Рінго Старр, Стінг, Procol Harum, Брайан Мей та інші. У 2017 році в Нью-Йорку Ритм-Блюз-Кафе було представлено до нагороди International Quality Summit (IQS) в категорії «Золото» за досягнення в області лідерства, якості та інновацій.

Намін з Леонардо Ді Капріо, Аланісом Моріссетт, Джеффрі Сакс, Сергієм Соловйовим та ін. організовує неофіційну поїздку на Кубу, де створює серію фоторобіт, які стали основою альбому «Точки опоры».
- 1999 — на запрошення продюсера культового бродвейського хіпі-рок мюзиклу «Волосся» Майкла Батлера, Намін прилітає в Лос-Анжелес на нову каліфорнійську постановку вистави, і вони вирішують створити російську версію мюзиклу в Москві. У вересні Намін збирає трупу за участю американських акторів і в листопаді випускає прем'єру «Волосся» російською мовою. Це відбувається на початку другої чеченської війни і офіційна влада звинувачує Наміна в пацифізмі та відсутності патріотизму. Зібрана для мюзиклу «Волосся» трупа стає основою нового Театру Стаса Наміна. Для роботи в мюзиклі «Волосся», рок-опері «Ісус Христос — суперзірка» та інших виставах Намін знову збирає групу «Цветы».

## 2000-ні

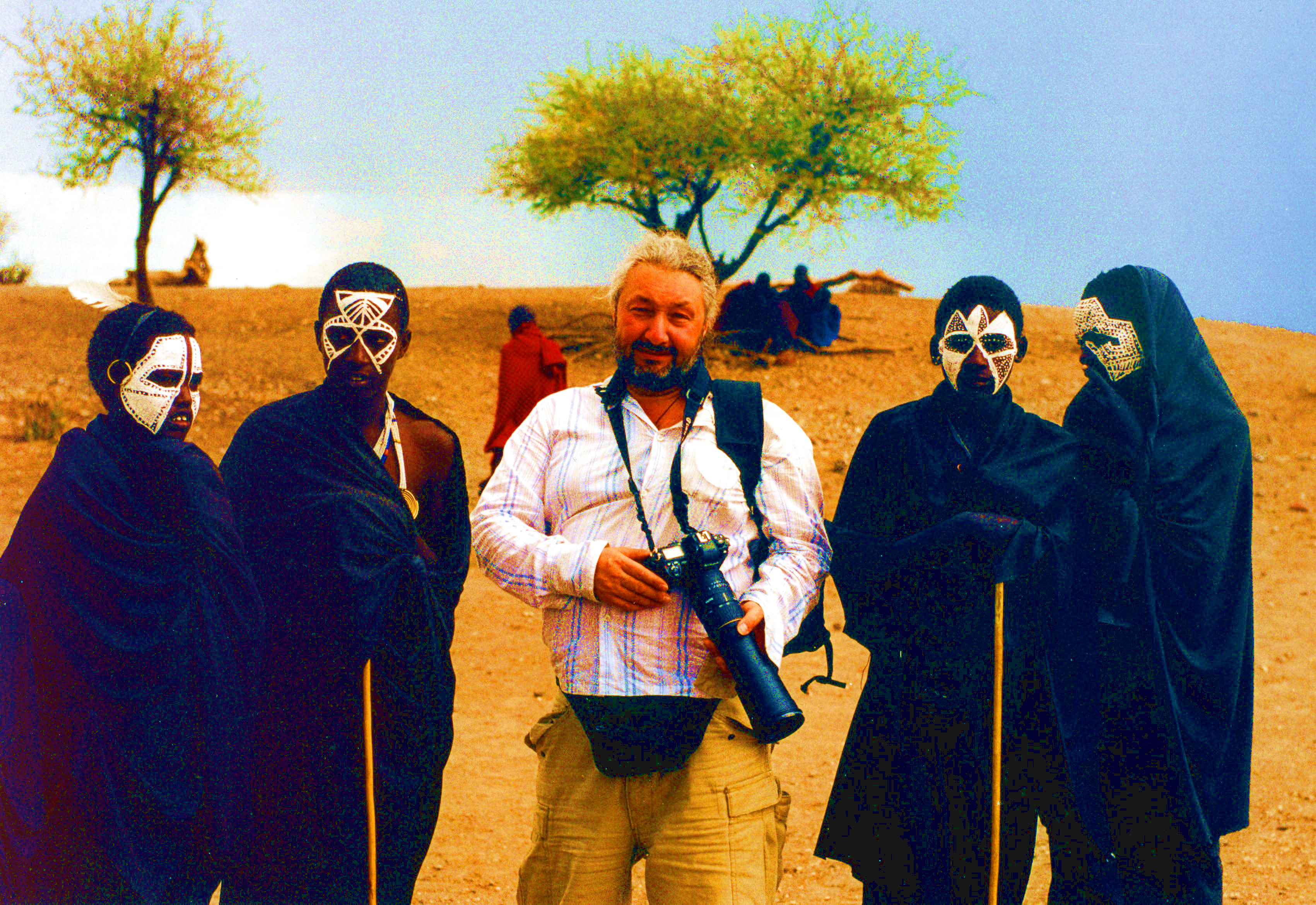
_{Кіно- та фотозйомки для циклу документальних стрічок «International Geographic», Африка, 2002 р.}

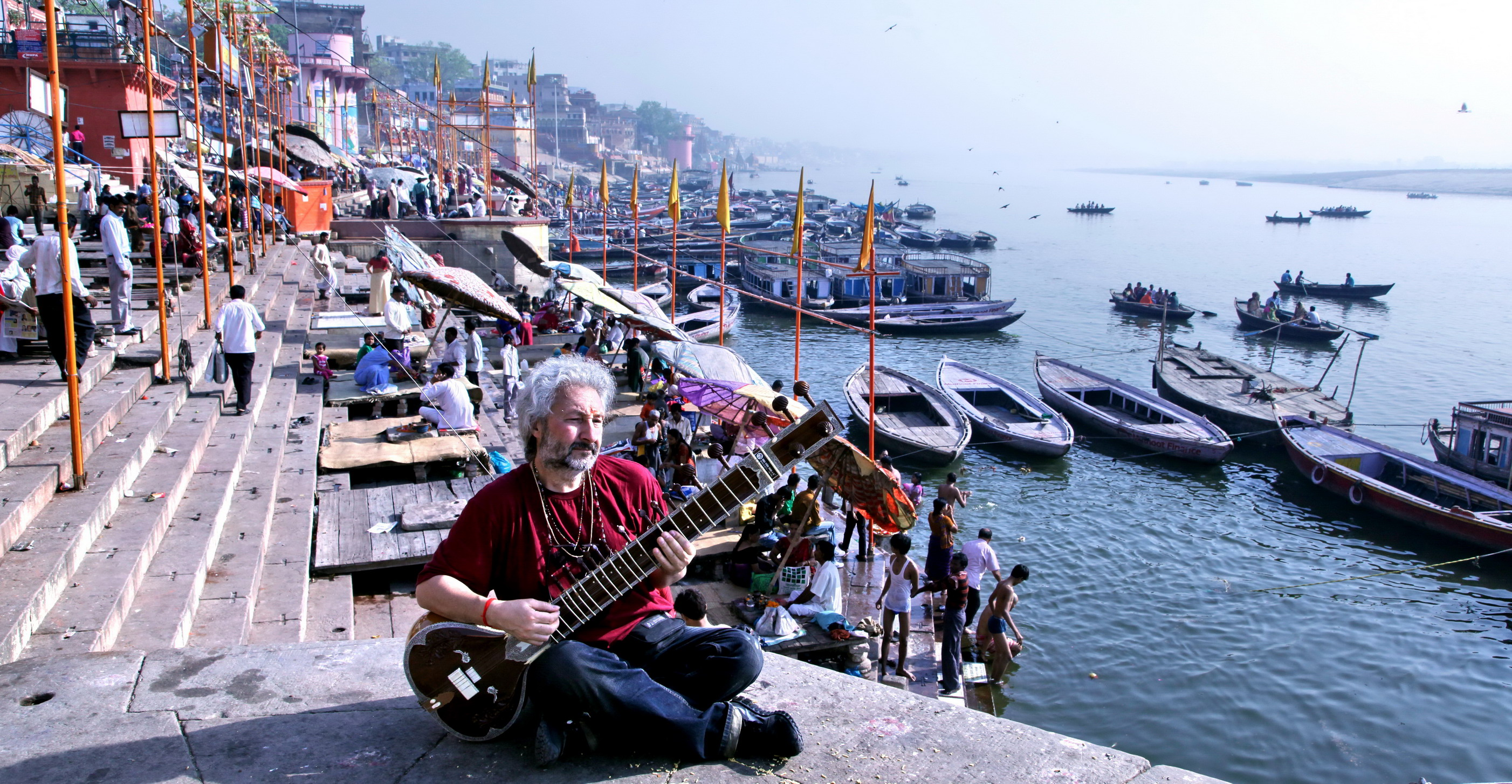
_{Стас Намін на березі р. Ганг (Варанасі, Індія), 2009 р. }

- 2001 — група Стаса Наміна «Цветы» відзначає 30-річчя великим концертом в Москві за участю російських суперзірок: Леоніда Агутіна, Тетяни Анциферової, Олександра Градського, Михайла Чернова (група «ДДТ»), Сергія Мазаєва (група «Моральный кодекс»), Валерія Меладзе, Миколи Носкова, Людмили Сенчиної, Юрія Шевчука, Андрія Макаревича (група «Машина времени») та ін.

- 2002 — група «Цветы» записує альбом рок-версій старовинних російських сільських пісень.

У вересні у Великій залі Московської консерваторії оркестр SNC зіграв концерт пам'яті жертв тероризму, диригент — Оган Дурьян (в програмі: Г. Берліоз «Фантастична симфонія», М. Равель «Болеро»). Зі вступним словом виступив посол США в Росії.
- 2003 — Намін проводить фестиваль російського кіно «Russian International Film Festival» (RIFF) в Голлівуді (Каліфорнія, США), і Леонардо ді Капріо стає першим лауреатом нагороди фестивалю Tower Award «За визначний внесок у світовий кінематограф». На фестивалі представлено понад сорок художніх, мультиплікаційних та документальних фільмів радянської епохи.

- 2004 — створений Наміним фестиваль міжнародного російського кіно (RIFF) розширюється й стає фестивалем російської культури «Russian Nights». У квітні він пройшов в Pacific Design Center в Лос-Анджелесі, а в жовтні на Манхеттені. Протягом трьох років Намін проводить серію фестивалів «Russian Nights» в США, Німеччині, Китаї, Південній Кореї та ін. Нагороду Tower Award отримують письменники Рей Бредбері та Гор Відал, художник Пітер Макс, режисери Олівер Стоун, Френсіс Форд Коппола та Вільям Фрідкін, продюсери Пітер Хоффман і Роджер Корман, актори Ширлі Маклейн, Шерон Стоун, Настасья Кінскі, Дастін Хоффман, Леонардо Ді Капріо, Харрісон Форд, Бен Кінгслі та інші.

Центр Стаса Наміна бере участь в організації культурної програми кінофестивалю «Дух огня» в Ханти-Мансійську.
Намін проводить фестиваль російського кіно «Russian International Film Festival» (RIFF) у Франкфурті-на-Майні (Німеччина). На фестивалі представлено понад двадцять художніх і документальних фільмів.
Намін організовує культурну програму Франкфуртського книжкового ярмарку («Frankfurter Buchmesse») — на кількох сценах в місті виступають десятки російських альтернативних, етнічних і джазових музикантів.
- 2005 — проходить вже третій організований Наміним фестиваль російської культури «Русские вечера» в Лос-Анджелесі. В рамках фестивалю організовано курс лекцій з російської культури, які читають відомі російські кінематографісти, художники, письменники.

Центр Стаса Наміна проводить в Москві фестиваль американської культури «Американская осень» і фестиваль незалежного американського кіно «ИндиВид» в Москві.
SNC організовує Фестиваль російської культури на Міжнародному промисловому ярмарку в Ганновері, Німеччина.
Московський симфонічний оркестр Центру Стаса Наміна виконує в Будинку музики концерт пам'яті жертв тероризму, диригент — Оган Дурьян (в програмі: В. А. Моцарт «Реквієм»).
- 2006 — Театр Стаса Наміна представляє російську версію вистави «Волосся» в Голлівуді (Лос-Анджелес, США).

Проходить четвертий Фестиваль російської культури «Русские вечера» в Лос-Анджелесі (США) та в Сеулі (Південна Корея).
- 2007 — Центр Стаса Наміна проводить міждержавний фестиваль «Рік китайської культури в Росії». А також бере активну участь в організації другого Фестивалю американського кіно в Москві та Фестивалю корейської культури в Росії.

- 2008 — на відкритому майданчику Центру Стаса Наміна проходить фестиваль «Битлз и Индия», який відвідало приблизно 30 тисяч осіб.

SNC проводить Рік російської культури в Болгарії та святкування Дня незалежності Росії в Берліні та Парижі.
Театр Стаса Наміна бере участь у святкуванні 40-річчя бродвейської постановки «Волосся» в Нью-Йорку.
- 2009 — у рік сороковин групи «Цветы» Намін записує подвійний альбом «Назад в СССР» на студії «Abbey Road» (Лондон, Велика Британія), в який увійшли хіти групи, створені з 1969-го по 1982 рік.

## 2010-ті

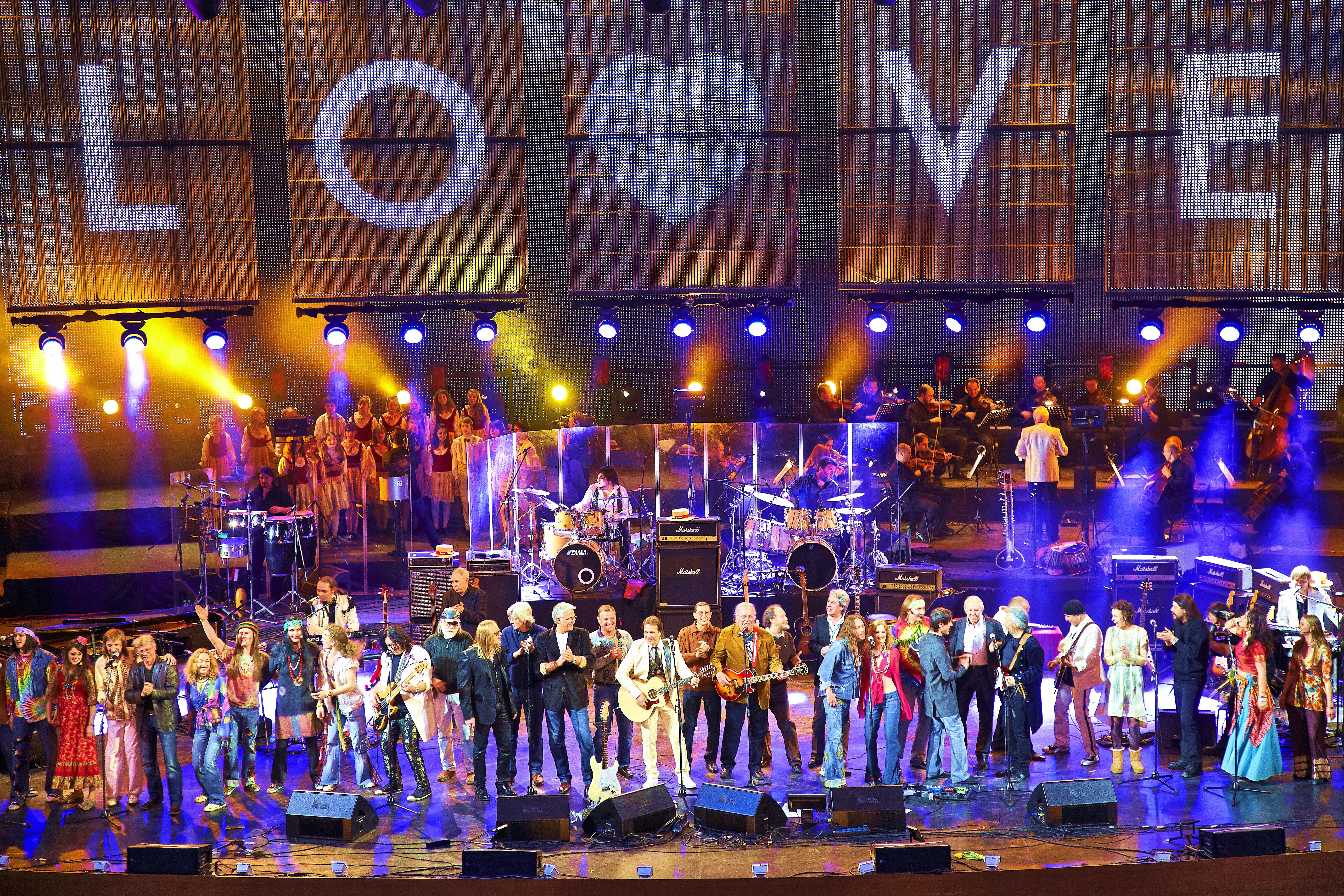
_{40-річчя. Група «Цветы». 2010}

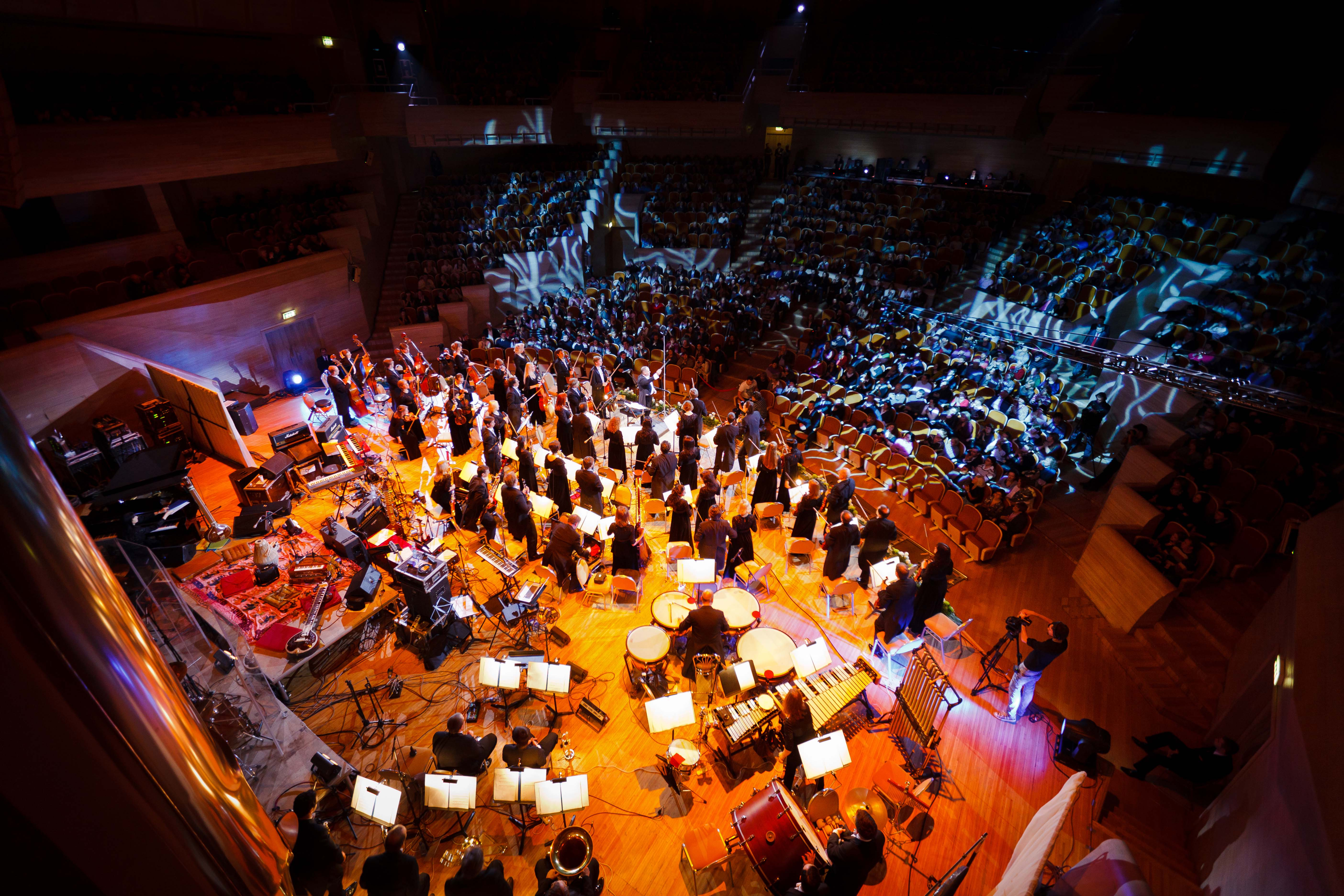
_{Концерт в Московському будинку музики. Сюїта Наміна «Осень в Петербурге», 2011 р.}

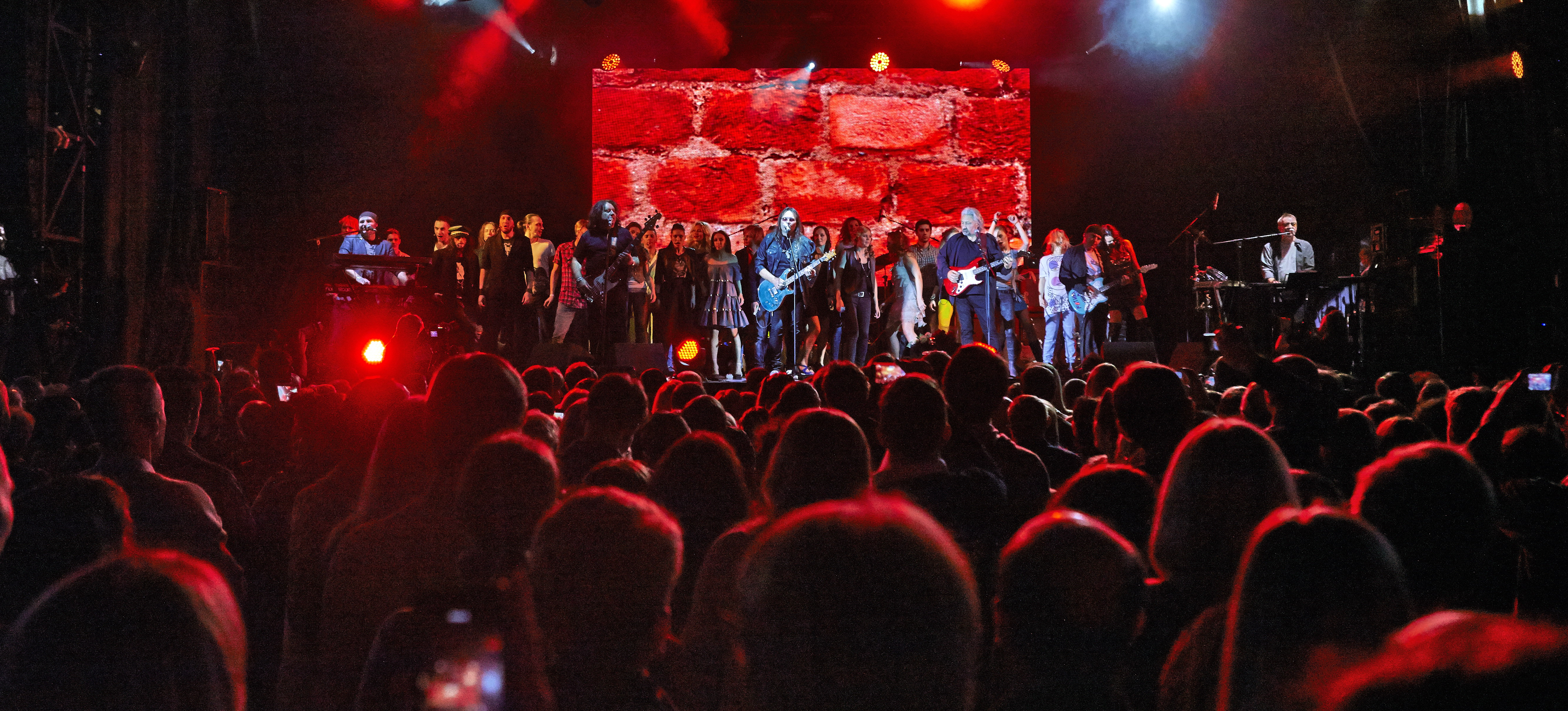
_{«Another Brick in the Wall». Група «Цветы». 2014}

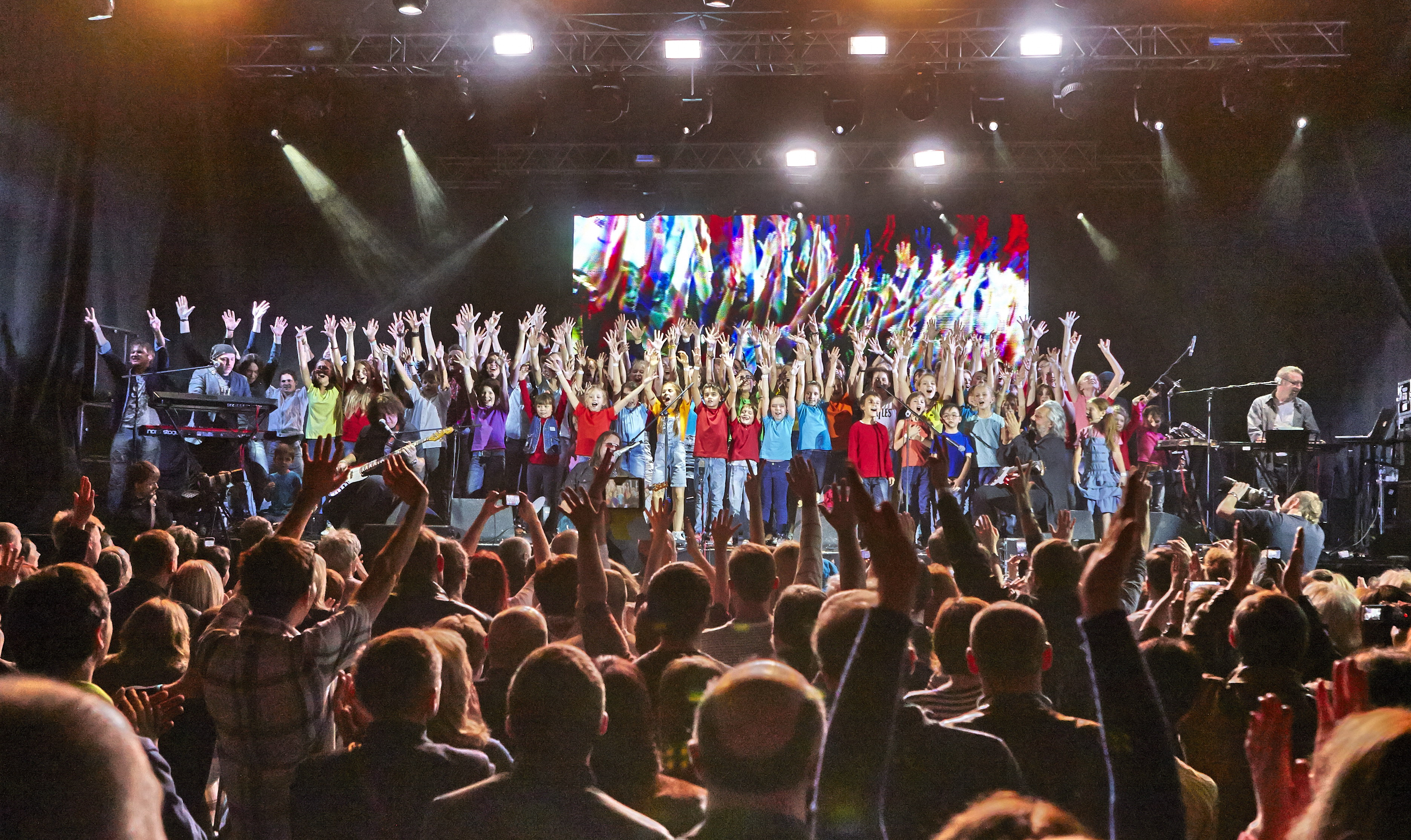
_{«Give peace a chance». Група «Цветы». 2014}

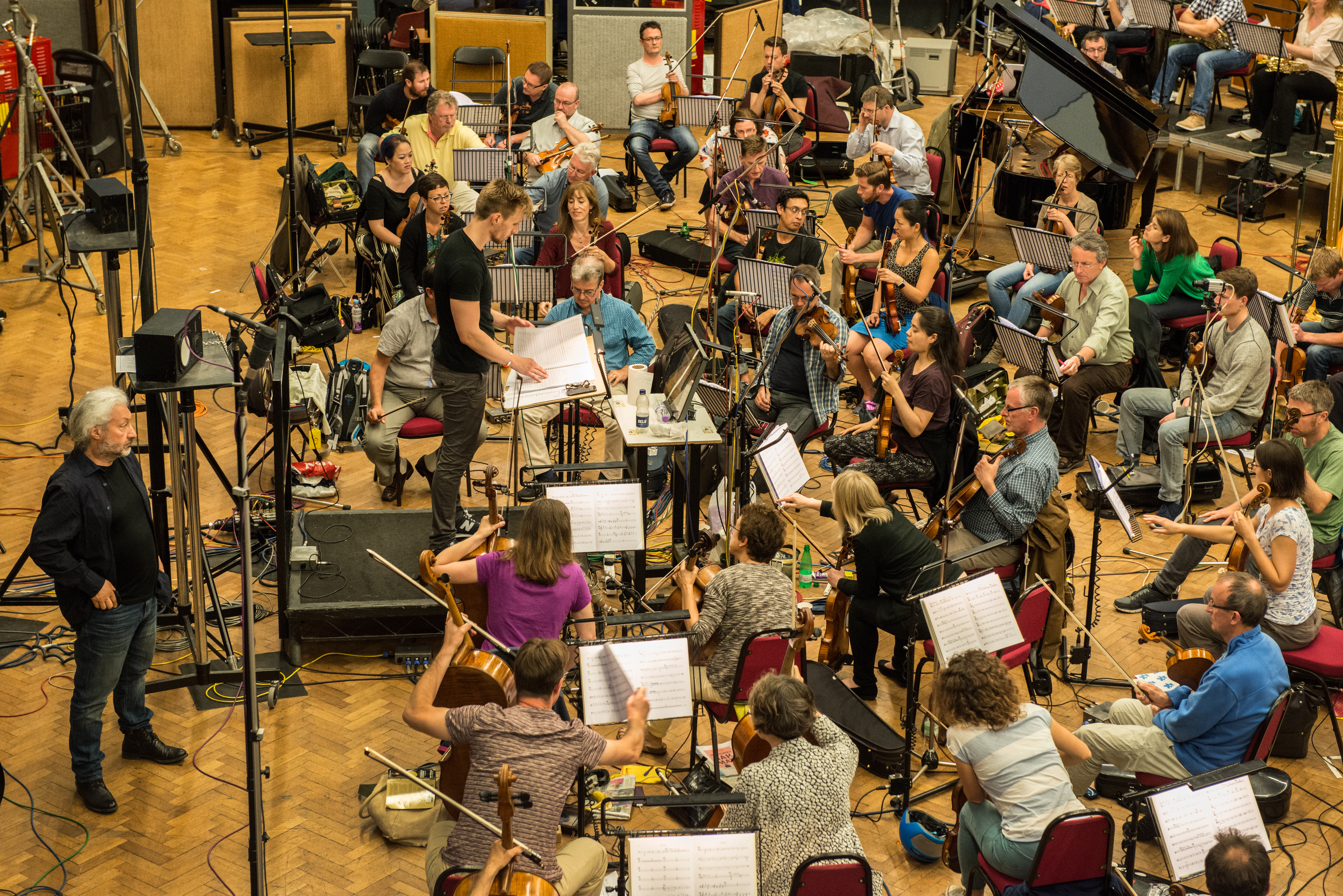
_{Лондонський симфонічний оркестр. Запис симфонії Наміна «Centuria S — Quark» на студії «Abbey Road», 2016 р.}

- 2010 — на тій же студії «Abbey Road» Намін з групою «Цветы» записує альбом «Распахни окно в свободу». В рамках цієї музичної збірки можна почути заборонені пісні «Цветов», створені в 1980-х роках, а також російську народну пісню «Солнце всходит и заходит», присвячену Платону Лебедєву та Михайлу Ходорковському. Альбом «Распахни окно в свободу» визнаний організацією Пітера Гебріела «Society of Sound» найкращим у 2010 році.

Група відзначає своє 40-річчя великим концертом в Москві в Крокус Сіті Холі (6 000 місць). Там же вперше лунає композиція «Свет и радость» і римейк пісні «Ветер перемен», яку музиканти присвячують присутньому в залі Михайлу Горбачову.
Намін стає професором МДГУ ім. М. А. Шолохова, а Російський Інститут театрального мистецтва (ГИТИС) запрошує його на посаду професора та художнього керівника курсу музичного театру.
- 2011 — композиція Наміна «Свет и радость» виконується на спеціальному пленарному засіданні Генеральної конференції ЮНЕСКО, присвяченої 10-річчю Декларації про культурне розмаїття (Париж, Франція). Разом із зірками рок- і поп-музики та етнічними музикантами, в пісні співають і читають молитви представники високих духовних санів п'яти основних світових релігійних конфесій: індуїзму, буддизму, юдаїзму, християнства та ісламу.

У Московському міжнародному будинку музики виконується та записується симфонічна сюїта Наміна «Осень в Петербурге». Там же Стас Намін на сітарі в супроводі індійських та інших музикантів і симфонічного оркестру вперше виконує свою композицію «Фьюжн Рага», присвячену пам'яті Джорджа Харрісона.
- 2012 — у березні Намін здійснює поїздку Північною Індією — місцями паломництва The Beatles. Він відвідує стародавні буддійські та індуїстські храми та монастирі, медитує в Гімалаях і дає концерт на сітарі в храмі Крішни-Баларами у Вріндавані.

Повернувшись до Москви, Намін як сітарист записує потрійний альбом «Медитация» за участю гостей з різних країн світу (Дживан Гаспарян, Крішна Прева та ін.).
У серпні в Парку Горького в Центрі Стаса Наміна проходить фестиваль «Легенды российского рока» за участю російських рок-зірок, присвячений 25-річчю SNC.
Намін з групою «Цветы», артистами свого театру та спеціальними гостями виконують власний оригінальний римейк пісні Pink Floyd «Another Brick in the Wall» на підтримку демократії та свободи в Росії. Автор пісні Роджер Уотерс високо оцінив виконання, пісня увійшла до фільму «Free to Rock».
- 2013 — до 100-річчя «Чорного квадрата» Малевича спільно з Державним Російським музеєм Намін створює в своєму театрі реконструкцію першої в історії футуристичної авангардної опери «Перемога над Сонцем» Казимира Малевича, Михайла Матюшина, Олексія Кручених та Велимира Хлєбнікова.

У Театрі Стаса Наміна виходять прем'єри нових мюзиклів Наміна: «Маленький принц», «Снігова королева» та «Underground».
У Нью-Йорку Намін як співавтор і співпродюсер включається в роботу над кінострічкою «Free to Rock» з продюсером Ніком Бінклі та режисером Джимом Брауном.
- 2014 — проходить концерт Наміна і групи «Цветы» в Arena Moscow (аудиторія — 5 000 осіб) з протестними політичними піснями з приводу війни в Україні. Виконані нова композиція Наміна «Пир во время чумы» і пісня Леннона «Give Peace a Chance» англійською, російською та українською мовами.

Російська Академія мистецтв рішенням Президії обирає Наміна почесним членом Академії.
- 2015 — у Вашингтоні, в Капітолії та Університеті Джорджтауна, проходить прем'єра фільму «Free to Rock» (режисер — Джим Браун, співпродюсер і співавтор — Стас Намін).

У червні Театр Стаса Наміна представляє оперу «Перемогу над Сонцем» на виставці сучасного мистецтва Арт-Базель (Швейцарія), у вересні — на Московській бієнале сучасного мистецтва, в жовтні — в Парижі в музеї Фонду Louis Vuitton (Франція), в листопаді — на XVI театральному фестивалі в Гавані (Куба).
1 жовтня в Москві відкрилася виставка «Фарфоровые сны», на якій були представлені ексклюзивні серії порцеляни, виготовлені на Імператорському порцеляновому заводі (Санкт-Петербург) за ескізами Стаса Наміна та його сина Артема, а також супрематичний чайний сервіз, відлитий за ескізом Казимира Малевича та розписаний Наміним вручну.
У грудні відбувається прем'єра вистави «Нью-Йорк. 80-е. Мы» в Театрі Стаса Наміна. Спільна робота з художником Михайлом Шемякіним — це спектакль про російську еміграцію, вигнанців з СРСР, серед яких Рудольф Нурєєв, Михайло Баришніков, Ернст Невідомий, Едуард Лимонов та ін.
За ескізом Наміна Гусівський Кришталевий завод випускає авторську композицію «Четыре обезьяны». В її основі лежить відомий у всьому світі символ просвітління і протистояння злу — три мавпи, одна з яких закриває очі, друга — вуха, третя — рот. Додавши в композицію четверту мавпу, занурену в роздуми, Намін тим самим переосмислює значення символу.
- 2016 — розпочато запис подвійного альбому найкращих пісень Наміна та групи «Цветы» за участю Kenny Aronoff (ударні), Marco Mendoza (бас-гітара, вокал) та ін. Альбом планується випустити до 50-річчя групи «Цветы».

В червні пройшла презентація фільму «Free to Rock» в Музеї слави рок-н-ролу в Клівленді (США). Лондонський симфонічний оркестр записує симфонію Наміна «Centuria S — Quark» на студії «Abbey Road» (Лондон, Велика Британія). А Державний Російський музей видає альбом фотографій Наміна «Магия Венеры» — результат 15-річного фотографічного дослідження феномену народження Людини. В Центрі документального кіно в Москві проходить показ серії документальних фільмів, створених Наміним: «Разговор с Неизвестным» — інтерв'ю зі скульптором Ернстом Неізвєстним, яке стало останнім в його житті, та ін.
У листопаді Ярославський академічний губернаторський симфонічний оркестр виконує нову симфонію Наміна «Centuria S — Quark» в Музеї А. С. Пушкіна для обмеженого кола друзів.
У грудні прем'єра симфонії відбулася в Єревані (Вірменія) у Великому концертному залі імені Арама Хачатуряна у виконанні Державного симфонічного оркестру Вірменії, диригент і художній керівник оркестру — Сергій Смбатян.
У Вірменії проходить світова прем'єра спектаклю Театру Стаса Наміна «В горах мое сердце» за мотивами творів Вільяма Сарояна, а також покази фільмів Наміна «Оган Дурьян», «Древние храмы Армении» та ін.
- 2017 — Намін разом із режисером Джимом Брауном, подорожуючи Кубою, знімає російсько-американський документальний фільм «Реальна Куба».

У спілці художників Вірменії проходить персональна виставка живопису та графіки Стаса Наміна, на якій було представлено 80 полотен, а Намін стає почесним членом Спілки художників Вірменії.
22 квітня у Великій залі Московської консерваторії SNC проводить концерт, присвячений пам'яті жертв геноциду вірмен. Російський національний оркестр (диригент — Михайло Плетньов) виконує Симфонію № 3 Арама Хачатуряна та симфонію Стаса Наміна «Centuria S — Quark» у власній авторській редакції.
23 квітня в храмі Вірменської єпархії проходить світова прем'єра фільму Стаса Наміна «Древние храмы Армении» за участю Католікоса всіх вірмен Гарегіна II.
24 квітня в храмі Вірменської єпархії в Москві проходить російська прем'єра вистави Театру Стаса Наміна «В горах мое сердце» за твором Вільяма Сарояна.
28 квітня група «Цветы» виступає в музеї Греммі (Лос-Анджелес).